# Villa Hunckel
Die Villa Hunckel befindet sich in Bremen, Stadtteil Schwachhausen, Ortsteil Bürgerpark, Parkallee 107. Das Wohnhaus entstand 1900 nach Plänen von H. Bischoff. Es steht seit 2001 unter Bremer Denkmalschutz.

## Geschichte
Die Parkallee – eine Villenstraße – wurde 1890 ausgebaut. In der Straße stehen viele denkmalgeschützte Gebäude (Nr. 30, 32, 39, 48, 101, 117, 133).
Die zweigeschossige, verputzte, Villa mit dem dreigeschossigen, achteckigen Türmchen mit einer Glockenhaube, Sockelgeschoss, Mansarddach, Veranda und Erkern, wurde 1900 in der Epoche der Jahrhundertwende im Stil des Historismus bzw. Neobarocks für den Verleger Wilhelm Hunckel (Verlag G. Hunckel) gebaut.
Heute (2018) wird das Haus durch Büros und Wohnungen genutzt. 